# هانيبال ليكتر
هانيبال ليكتر (بالإنجليزية: Hannibal Lecter)‏ هو شخصية خيالية ظهرت لأول مرة عام 1981 في رواية الإثارة التنين الأحمر للكاتب توماس هاريس. هانيبال هو طبيب نفسي لامع وقاتل متسلسل آكل للحوم البشر. في الرواية وتتمتها صمت الحملان كان ليكتر أحد الخصوم الرئيسيين بجانب القاتل المتسلسل في كل رواية. في الرواية الثالثة هانيبال أصبح ليكتر بطل الرواية الرئيسي، دور ليكتر كبطل شرير كان في الرواية الرابعة تمرد هانيبال التي استكشفت طفولته والأحداث التي حولته لقاتل متسلسل.
في 2003، اختار معهد الفيلم الأمريكي شخصية هانيبال ليكتر (كما جسدها هوبكنز) كالشرير الأول في تاريخ الأفلام السينمائية. في يونيو 2010، أدرجت مجلة Entertainment Weekly هانيبال في قائمة «أفضل 100 شخصية في العقدين الماضيين».

## لمحة عن الشخصية
ظهرت شخصية «هانيبال ليكتر» لأول مرة في رواية التنين الأحمر (Red Dragon) للكاتب توماس هاريس في ثمانينيات القرن الماضي، وكانت تحكي عن ضابط المباحث الفيدرالية «ويل جراهام» الذي يطارد قاتلاً متسلسلاً مستعينًا بـ هانيبال ليكتر الطبيب النفسي الشهير الذي تحول إلى قاتل متسلسل دون سبب مفهوم، والذي كاد يقتله حين قبض عليه منذ سنوات.